# راب وینسنت (بازیکن فوتبال، زاده ۱۹۶۲)
راب وینسنت (انگلیسی: Rob Vincent؛ زادهٔ ۲۳ نوامبر ۱۹۶۲) بازیکن فوتبال اهل بریتانیا است.
از باشگاه‌هایی که در آن بازی کرده‌است می‌توان به باشگاه فوتبال بارو اشاره کرد.